# Belorusija na Mladinski pesmi Evrovizije
Belorusija na Mladinski Pesmi Evrovizije
Belorusija je imela debij na mladinski pesmi Evrovizije leta 2003, to je bilo prvo tekmovanje Mladinske pesmi Evrovizije. Belorusija je zmagala leta 2005 in 2007.
Belorusija je bila gostiteljica leta 2010 v Minsk Areni v Minsku.
| Leto | Avtor                    | Jezik           | Pesem           | Mesto           | Točke           |
| ---- | ------------------------ | --------------- | --------------- | --------------- | --------------- |
| 2003 | Volha Satsuik            | Beloruski       | Besedilo celice | Besedilo celice | Besedilo celice |
| 2004 | Yahor Vauchok            | Beloruski       | Besedilo celice | Besedilo celice | Besedilo celice |
| 2005 | Ksenia Sitnik            | Ruski           | Besedilo celice | Besedilo celice | Besedilo celice |
| 2006 | Andrey Kunets            | Ruski           | Besedilo celice | Besedilo celice | Besedilo celice |
| 2007 | Alexey Zhigalkovich      | Ruski           | Besedilo celice | Besedilo celice | Besedilo celice |
| 2008 | Dasha ft.Alina ft.Karyna | Ruski,Beloruski | Besedilo celice | Besedilo celice | Besedilo celice |
| 2009 | Yuriy Demovich           | Ruski           | Besedilo celice | Besedilo celice | Besedilo celice |
| 2010 | Daniil Kozlov            | Ruski           | Besedilo celice | Besedilo celice | Besedilo celice |
| 2011 | Lidiya Zablotskaya       | Ruski           | Besedilo celice | Besedilo celice | Besedilo celice |
| 2012 | Egor Zheshko             | Ruski           | Besedilo celice | Besedilo celice | Besedilo celice |
| 2013 | Ilya Volkov              | Ruski           | Besedilo celice | Besedilo celice | Besedilo celice |
| 2014 | Nadezhda Misyakova       | Beloruski       | Sokal           | Besedilo celice | Besedilo celice |
| 2015 | Ruslan Aslanov           | Ruski,Angleški  | Magic           | Besedilo celice | Besedilo celice |
| 2016 |                          |                 |                 |                 |                 |